# Leiocephalus eremitus
Leiocephalus eremitus ist eine ausgestorbene Echsenart aus der Familie der Glattkopfleguane (Leiocephalidae). Sie war endemisch auf der unbewohnten Karibikinsel Navassa und ist nur von einem einzigen Weibchen bekannt, das im Jahre 1868 beschrieben wurde. Ein zweites Individuum, das 1917 von Rollo Beck gesammelt wurde, entpuppte sich bei einer späteren Untersuchung durch den Herpetologen Richard Thomas als Exemplar der Art Leiocephalus melanochlorus.
Die Länge des Holotypus wird mit 64 mm angegeben. Die Kopfschuppen und die Bauchschuppen sind glatt. Die Rückenschuppen sind größer als die Flankenschuppen oder die Bauchschuppen. Der Rücken ist dunkelgrau mit 9 dunklen Diagonalbändern. Der Schwanz ist in der vorderen Hälfte hell mit Diagonalbändern und in der hinteren Hälfte einheitlich dunkelgrau bis schwarz. Kehle, Brust, Bauch und die  Extremitäten sind braun mit hell umrandeten Schuppen.
Über die Lebensweise und die Aussterbeursachen ist nichts bekannt.